# 姆姆諸
姆姆諸，是台灣鄒族傳說中的矮人群，原居於玉山北方的陳有蘭溪及郡大溪流域，曾在鄒族建立魯富都部落（Luhtu，如今勢力範圍萎縮到南投縣信義鄉久美部落）時和他們因為居住地而發生衝突並且戰敗，族人幾乎遭到殲滅。

## 描述
姆姆諸通常被描述為一群身高約3~4尺（約90~120公分）的矮人，他們是陳有蘭溪流域的原住民，擅長在森林裡穿梭，每當遇到陌生的人時他們就會爬到樹上，如果對方看到自己的話還會對他射箭。

## 傳說
傳說鄒族的nia-hosa(漢姓梁)和yatauyongana（漢姓高、文）的氏族在建立特富野部落（Tfuya，位於今嘉義縣阿里山鄉）後，因為人口越來越多，開始往外擴張，並且在進入陳有蘭溪流域一處叫桐子林（Vivio，位於南投縣信義鄉）的地區時開始和住在那裡的姆姆諸有所接觸，隨著遷往當地的鄒族人越來越多，他們和姆姆諸之間的衝突也越來越頻繁，後來有位住在vijio(今阿里山米洋村)的julunana（湯）氏族獵人到當地打獵時發現當地的土壤肥沃，要求姆姆諸讓出土地，被姆姆諸人拒絕，雙方因此爆發戰爭，在合社溪與陳有蘭溪的合流處（位於今南投縣信義鄉同富村）交戰，姆姆諸在戰爭中落敗，頭目被殺、被鄒族人一路追殺到濁水溪河畔，幾乎全部被殲滅，只有少數倖存者撤往北方（今屬於布農族巒社群和郡社群範圍）；另外也有說法認為，當初那位獵人被姆姆諸族人殺死，鄒族人找他們討公道時發現他們的土地肥沃而要求割地，雙方在Niafeosi（意思為「從前放置獵具的地方」，過去有鄒族的獵寮，如今為布農族羅娜部落Ruruna）以石頭壓茅草為界，但姆姆諸人反悔，將界線往南推到sisiau溪旁，鄒族人憤怒的殺死一名姆姆諸的小孩並且放在原有的界線上、把石頭搬回去壓著，雙方因此爆發戰爭。

### 後續
戰爭結束後，姆姆諸人就此消失在鄒族的口傳歷史中，而鄒族人接收了他們在Mamahavana（今久美部落）、Niafeoisi與Singnapayoni（新鄉部落）的土地，正式建立魯富都部落，其中由於yudunana（漢姓湯）氏族戰功彪炳，因此被推舉為頭目。

## 真身
關於姆姆諸族的真身主要有布農族郡社群和他們本身也是鄒族（或是伊姆諸部落）兩種說法。